# Hervé d'Encausse
Pour les articles homonymes, voir Encausse (homonymie).
Hervé d'Encausse (né le 27 septembre 1943 à Hanoï, au Tonkin, Indochine française) est un athlète français spécialiste du saut à la perche. Il a amélioré le record d'Europe du saut à la perche en 1967.

## Carrière
Licencié à l'AS Montferrand, Hervé d'Encausse fait ses débuts sur la scène internationale en 1964 à l'occasion des Jeux olympiques de Tokyo, se classant quinzième de la finale. Il s'adjuge l'année suivante son premier titre de Championnats de France en franchissant une barre à 4,65 m. Il conserve son titre national en 1966 et remporte durant l'été la médaille de bronze des Championnats d'Europe de Budapest avec la marque de 5,00 m.
Le 9 septembre 1967, lors du meeting de Manosque, Hervé d'Encausse établit un nouveau record d'Europe du saut à la perche avec 5,28 m, améliorant de cinq centimètres la meilleure marque continentale de l'Est-allemand Wolfgang Nordwig. Dépossédé de son record un mois plus tard par le Grec Hrístos Papaniklaou, le Français reprend le record d'Europe le 5 juin 1968 en franchissant 5,37 m à Saint-Maur.
Vainqueur de son troisième titre national en 1968, il participe aux Jeux olympiques de Mexico et se classe septième de la finale avec 5,25 m. Il remporte un nouveau titre de champion de France en 1972, terminant à égalité avec François Tracanelli. 
Hervé d'Encausse est le père du perchiste Philippe d'Encausse.

## Décoration
- Médaille d'honneur de la jeunesse et des sports, à titre exceptionnel (1966)[1]

## Records personnels
- 5,37 m (1968)

## Palmarès
| Date | Compétition           | Lieu     | Place | Marque |
| ---- | --------------------- | -------- | ----- | ------ |
| 1963 | Jeux méditerranéens   | Naples   | 3e    | 4,55 m |
| 1966 | Championnats d'Europe | Budapest | 3e    | 5,00 m |
| 1968 | Jeux olympiques       | Mexico   | 7e    | 5,25 m |

- Champion de France du saut à la perche en 1965, 1966 et 1968.